# سنجاي ميترا
سنجاي ميترا (بالإنجليزية: Sanjay Mitra)‏ هو موظف مدني هندي، ولد في 6 مايو 1959 في دلهي في الهند.